# Pouzolzia rubricaulis
Pouzolzia rubricaulis är en nässelväxtart som först beskrevs av Bi., och fick sitt nu gällande namn av Hugh Algernon Weddell. Pouzolzia rubricaulis ingår i släktet Pouzolzia och familjen nässelväxter. Inga underarter finns listade i Catalogue of Life.